# 网球厅宣誓

雅克·路易·大卫的画作：网球厅宣誓

网球厅宣誓（法語：Serment du Jeu de paume），又譯網球場宣言，是一份由576名法国三级会议第三等级代表和少数第一等级代表於1789年6月20日签署的誓言，该誓言要求所有签署者在法兰西王国的宪法制订和通过前绝不解散。它是法国大革命的序幕和关键事件。
之前，法王路易十六反对将三级会议改为国民议会，不允许第三等级的代表进入三级会议的会场，因此后者决定在附近的室内王家网球馆开会（当时已开始下雨）。在那里，第三等级的代表们发誓将继续开会，不制定法国宪法絕不解散。除一名代表拒绝签字外，其余576名代表都在誓言上签字。这是一次革命性的行动，它向世人表明，政治权利属于人民及其代表而非君主。
网球厅宣誓通常被人们认为是法国大革命诞生的标志。

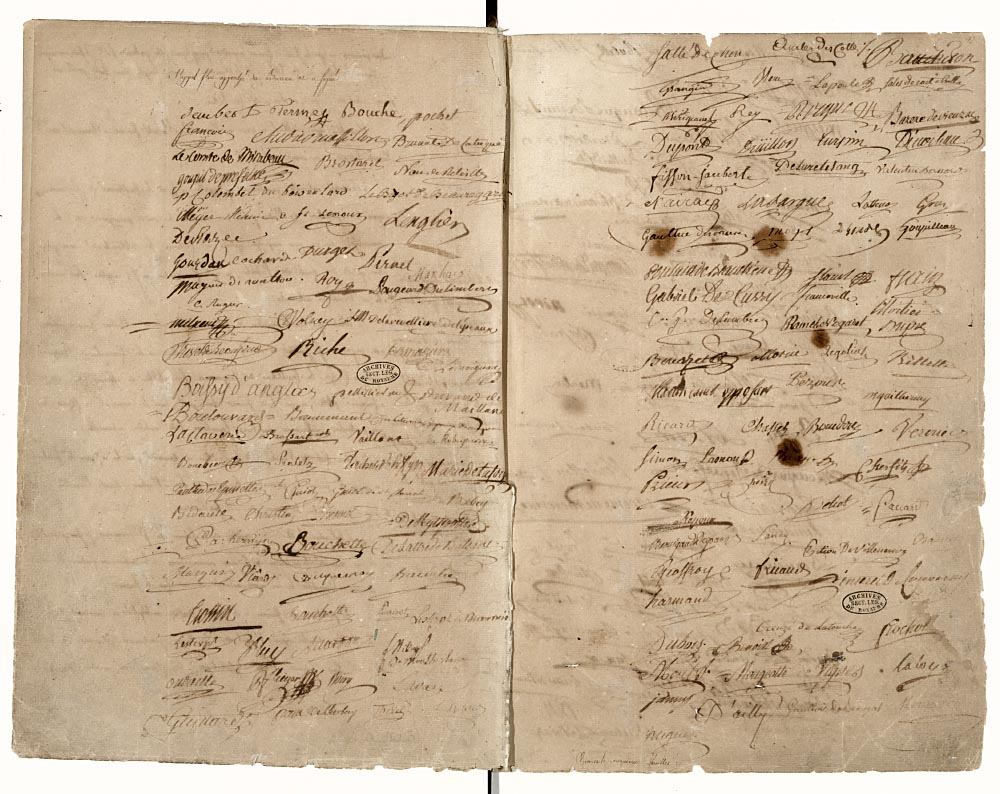

## 背景
在法国大革命发生之前，皇家人员之外的法国社会分为三个等级。第一等级主要由神职人员组成，第二等级主要由贵族组成，剩余的98%的法国人属于贫富分化严重，范围极广的第三等级。三个等级的代表人员在三级会议定期召开会议发表意见。